# Maradur, Haveri
Maradur là một làng thuộc tehsil Haveri, huyện Haveri, bang Karnataka, Ấn Độ.